# Luci Fabi Ciló Septimià
Luci Fabi Ciló Septimià (en llatí Lucius Fabius Cilo Septimianus, però una inscripció li dona el nom de Lucius Fabius Cilo Septiminus Catinius Acilianus Lepidus Fulcinianus) va ser un magistrat romà. Formava part de la gens Fàbia.
Va ser amic personal de l'emperador Septimi Sever, que el va nomenar prefecte de la ciutat i tutor dels seus dos fills.
Va ser cònsol els anys 193 i 204. Després d'haver intentat fer d'intermediari entre els dos germans, es va enemistar amb el fill gran de Septimi Sever, i quan Geta va ser assassinat, Caracal·la va ordenar la seva mort. Els soldats van anar a casa seva, i després d'haver saquejat el mobiliari i les coses de valor, el van agafar quan era al bany i el van passejar per la ciutat amb unes sabatilles de fusta i només amb una peça de roba, i amb la intenció de matar-lo en arribar a palau, però aquesta crueltat gratuïta va provocar la seva salvació. Perquè el poble, que va veure cóm es tractava a algú que abans havia estat honorat, van començar a protestar i la guàrdia de la ciutat se'ls va unir. Davant d'un tumult imminent Caracal·la, temerós, va sortir a la porta del palau i li va tirar la capa a sobre, el va acollir i el va perdonar i va ordenar executar als soldats que li havien donat aquell maltractament.
Va viure uns anys i encara va poder salvant la vida de Macrí quan aquest va estar a punt de compartir la sort de Luci Fulvi Plaucià, del que era agent. Macrí va provocar la mort de Caracal·la.